# Station Geleen-Lutterade
Station Geleen-Lutterade is een van de drie spoorwegstations in de gemeente Sittard-Geleen en is gelegen aan de spoorlijn Maastricht - Sittard in de wijk Lutterade. Oorspronkelijk heette het station Geleen, maar dit werd later, toen in Geleen-Oost een tweede station in gebruik kwam aan de lijn Sittard-Heerlen, veranderd in Lutterade. In 1954 kreeg het station de naam Geleen-Lutterade. Het eerste stationsgebouw stamt uit 1890 en was grotendeels als woonhuis ingericht. In 1931 werd dit gebouw vervangen door enkele nieuwe gebouwtjes met een overkapping op het perron waardoor een eilandstation ontstond. In 1976 werden de perrongebouwen vervangen door een nieuw gebouw van het standaardtype sextant. Dit gebouwtje is in 2006 gesloopt.
Op het station zijn kaartautomaten, fietskluizen en een onbewaakte fietsenstalling aanwezig, direct naast het station bevindt zich een parkeerplaats voor auto’s. Vanuit het station is als verbinding met het centrum van Geleen een oversteek voor voetgangers en fietsers gerealiseerd over de naast het spoor gelegen Westelijke Randweg. Autoverkeer bereikt Geleen-Centrum via de Julianatunnel.
In oktober 2011 is een onderzoek gestart naar een verandering van naam voor het station. De nieuwe naam zou Campus Chemelot worden.

## Treinverbindingen
De volgende treinserie halteert in de dienstregeling 2025 te Geleen-Lutterade:
| Serie       | Treinsoort         | Route                                                                    | Bijzonderheden |
| ----------- | ------------------ | ------------------------------------------------------------------------ | -------------- |
| 32400 RS 12 | Stoptrein (Arriva) | Maastricht Randwyck – Maastricht – Geleen-Lutterade – Sittard – Roermond |                |

Na middernacht rijdt de laatste trein richting Roermond niet verder dan Sittard.
Langs het westelijke spoor bevindt zich een enkelsporige niet geëlektrificeerde goederenspoorlijn naar het expeditieterrein van de Chemelot Campus.
Voor deze goederenlijn zijn plannen voor uitbreiding in de nabije toekomst. Om deze uitbreiding te kunnen realiseren dient de naastgelegen woonwijk Mauritspark geheel te verdwijnen.

## Busverbindingen
- Lijn 3: Sittard - Lindenheuvel - Geleen

## Afbeeldingen

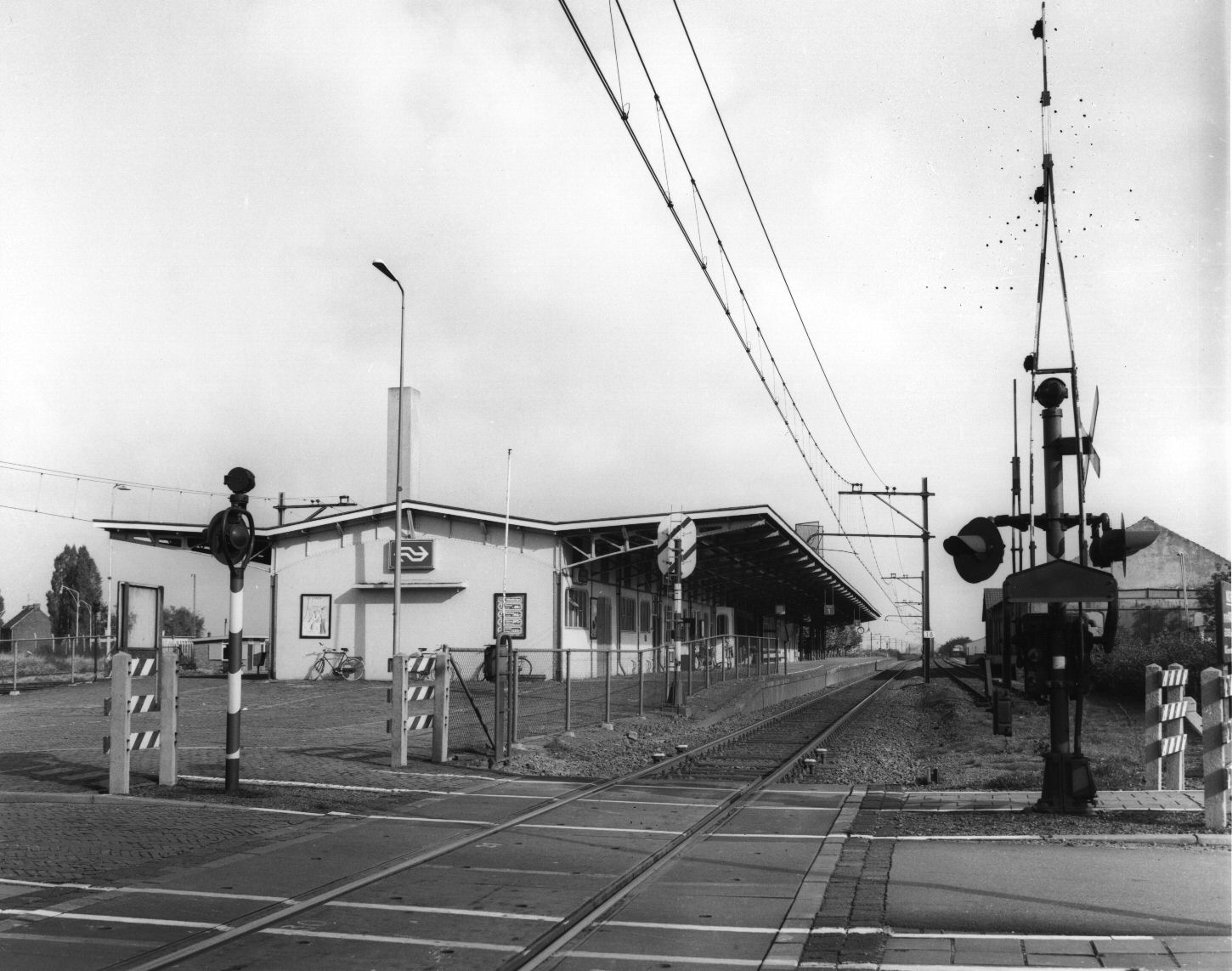
Het station in 1970
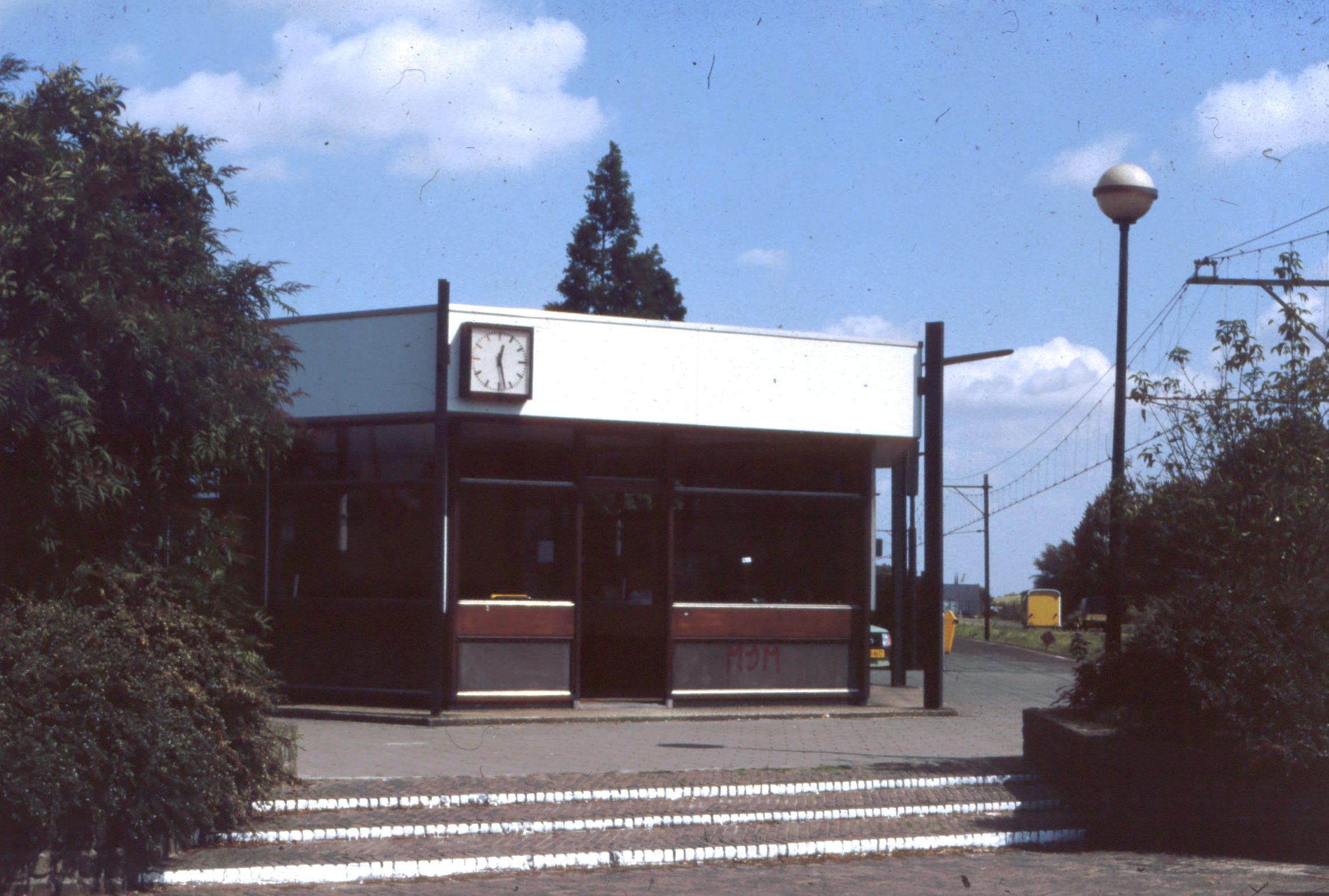
Sextant (inmiddels gesloopt)
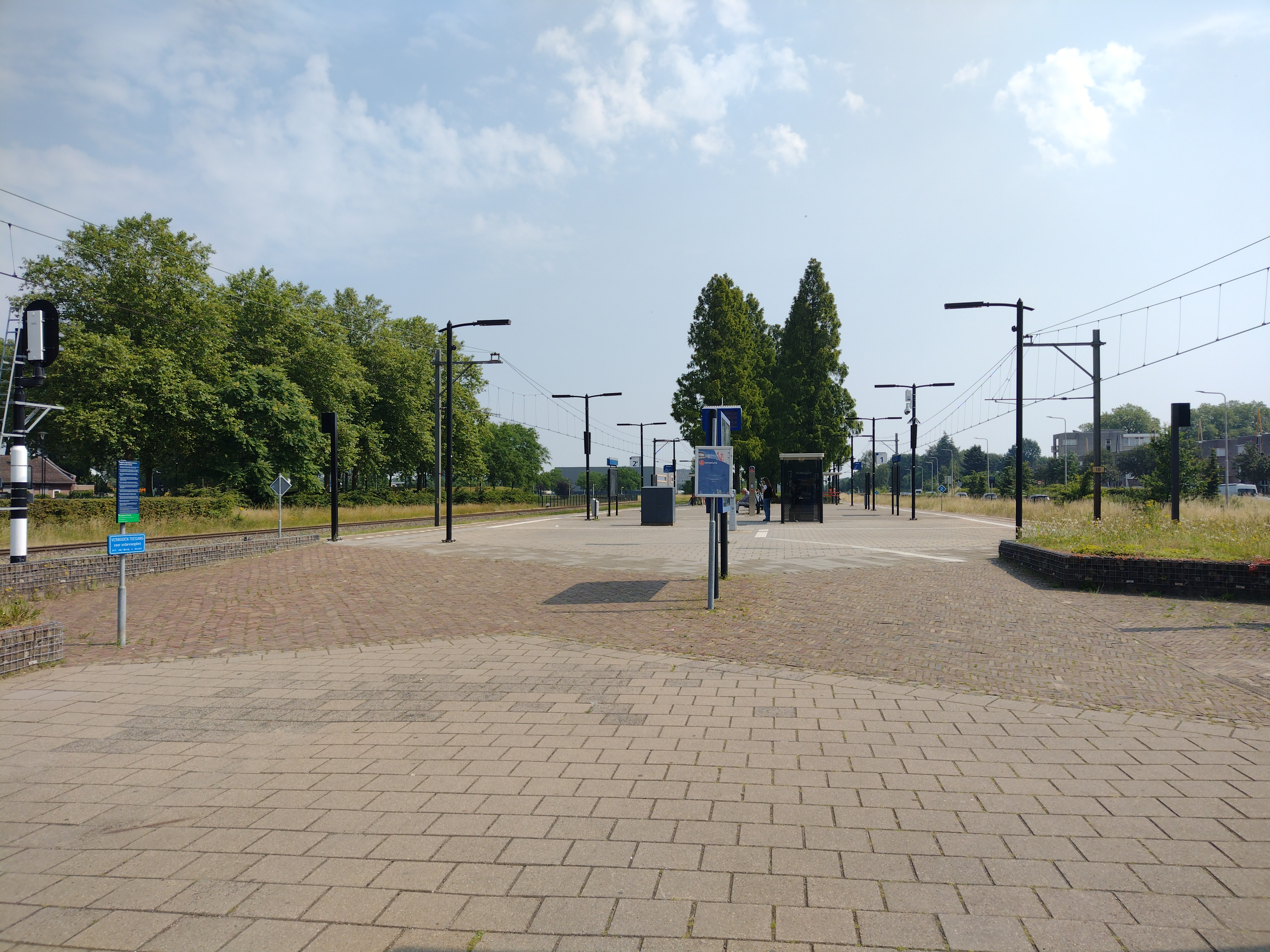
Het perron
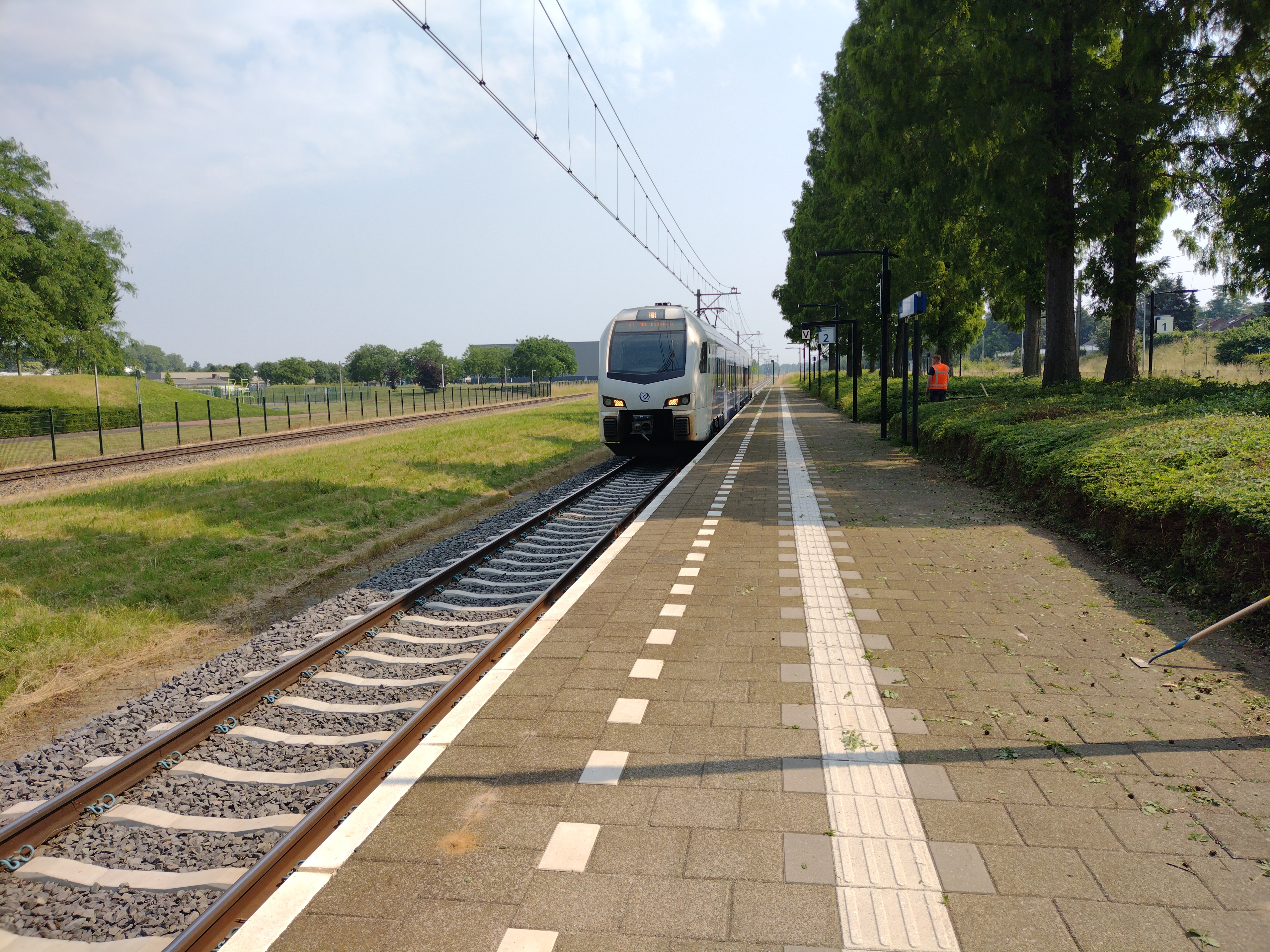
Arriva FLIRT arriveert op het station

Beek-Elsloo ·
Blerick · 
Bunde · 
Chevremont · 
Echt ·
Eijsden ·
Eygelshoven ·
-Markt · 
Geleen:
-Lutterade · 
-Oost · 
Heerlen ·
-Woonboulevard ·
Hoensbroek · 
Horst-Sevenum · 
Houthem-Sint Gerlach · 
Kerkrade Centrum ·
Klimmen-Ransdaal · 
Landgraaf · 
Maastricht ·
-Noord · 
-Randwyck · 
Meerssen ·
Mook-Molenhoek ·
Nuth · 
Reuver · 
Roermond ·
Schin op Geul · 
Schinnen · 
Sittard · 
Spaubeek · 
Susteren · 
Swalmen · 
Tegelen · 
Valkenburg · 
Venlo · 
Venray ·
Voerendaal · 
Weert
Voormalige stations: zie de lijst van voormalige spoorwegstations in Limburg (Nederland)